# Theater Waidspeicher (Puppentheater)
Das Theater Waidspeicher ist ein professionelles Puppentheater in Erfurt.
Rechtsträger ist der Theater Waidspeicher e. V., das Theater wird vom Freistaat Thüringen und der Landeshauptstadt Erfurt gefördert. Hauptspielstätte ist seit 1986 der Saal mit 142 Plätzen im historischen Waidspeichergebäude am Domplatz.
Das Programm des Theaters umfasst Produktionen für Kinder, Jugendliche und Erwachsene. Zu 14 Inszenierungen im Repertoire kommen jede Spielzeit 5 Premieren hinzu.
Das Theater Waidspeicher e. V. ist zudem Veranstalter des Internationalen Puppentheaterfestivals Synergura.

## Geschichte
Das Puppentheater der Stadt Erfurt wurde im Herbst 1979 als neue Sparte der Städtischen Bühnen Erfurt vom damaligen Intendanten Bodo Witte gegründet. Es war die 17. Puppenbühne der DDR. 1986 zog das Ensemble in das sanierte Waidspeicher-Gebäude. Zu dieser Zeit umfasste das Ensemble neun Spieler mit Hochschulabschluss. Monika Bohne und das Ensemble riefen 1992 das Internationale Puppentheaterfestival Synergura ins Leben, das bis heute als Biennale stattfindet. Seit 1993 wird die Sparte Puppentheater als gemeinnütziger Verein Theater Waidspeicher e. V. geführt, dessen Vorsitzender seit 2010 Dr. Holger Poppenhäger ist.

## Profil
Das Theater Waidspeicher hat zurzeit 27 Mitarbeiter, davon 7 Puppen-/Schauspieler. Im hauseigenen Atelier wird die Mehrzahl der Puppen, Bühnenausstattungen und Kostüme entworfen und gebaut. Das Repertoire umfasst Stoffe aus allen Epochen und verschiedene Genres, es reicht vom Märchen über modernes Erzähltheater bis hin zum literarischen Klassiker.  Jährlich werden mit etwa 300 Veranstaltungen mehr als 28.000 Zuschauer erreicht. Gastspiele führten das Ensemble in europäische Staaten, die USA, Kanada, Mexiko, Taiwan und Israel. Intendantin ist seit 2009 Sibylle Tröster.
Das Theater ist Mitglied im Deutschen Bühnenverein, in UNIMA, im Deutschen Forum für Figurentheater und Puppenspielkunst sowie im Verband Deutscher Puppentheater.

## Intendanten
| 1979–1989 | Direktor               | Bernhard Ohnesorge        |
| 1989–1993 | Künstlerische Leiterin | Monika Bohne              |
| 1989–1993 | Geschäftsführer        | Gerd-Christian Schalldach |
| 1993–1994 | Künstlerischer Leiter  | Peter Förster             |
| 1993–1994 | Direktor               | Gerd-Christian Schalldach |
| 1994–2003 | Intendant              | Peter Fischer             |
| 2003–2009 | Intendant              | Bernd Weißig              |
| seit 2009 | Intendantin            | Sibylle Tröster           |